# Hans Kraemer (Industrieller)
Hans Kraemer (* 22. April 1870 in Mannheim; † 24. November 1938 in Berlin) war ein deutscher Unternehmer und Publizist.

## Leben
Hans Kraemer studierte Naturwissenschaften und Kulturgeschichte in Heidelberg und Berlin. Ab 1894 gab er große illustrierte Werke heraus. Er wirkte auch unter den Pseudonymen Demokrit, Hans Roemer und Gans Kremer.
Ab 1899 war er Mitglied des Vorstands und Direktor der von ihm gegründeten Rotophot AG in Berlin. 1911 wurde er Generaldirektor des Tiefdrucksyndikats. Er war auch Präsidiumsmitglied des Reichsverbandes der Deutschen Industrie. Dort war er auch Vorsitzender des wirtschaftspolitischen Ausschusses. Er gehörte außerdem dem Vorläufigen Reichswirtschaftsrat an und war Vorsitzender des Deutschen Ausstellungs- und Messeamtes. Hans Kraemer war Mitglied des Bundes zur Erneuerung des Reiches.
Kraemer gehörte der deutschen Delegation bei der Konferenz von Spa und der Konferenz von Genua an.

## Werke

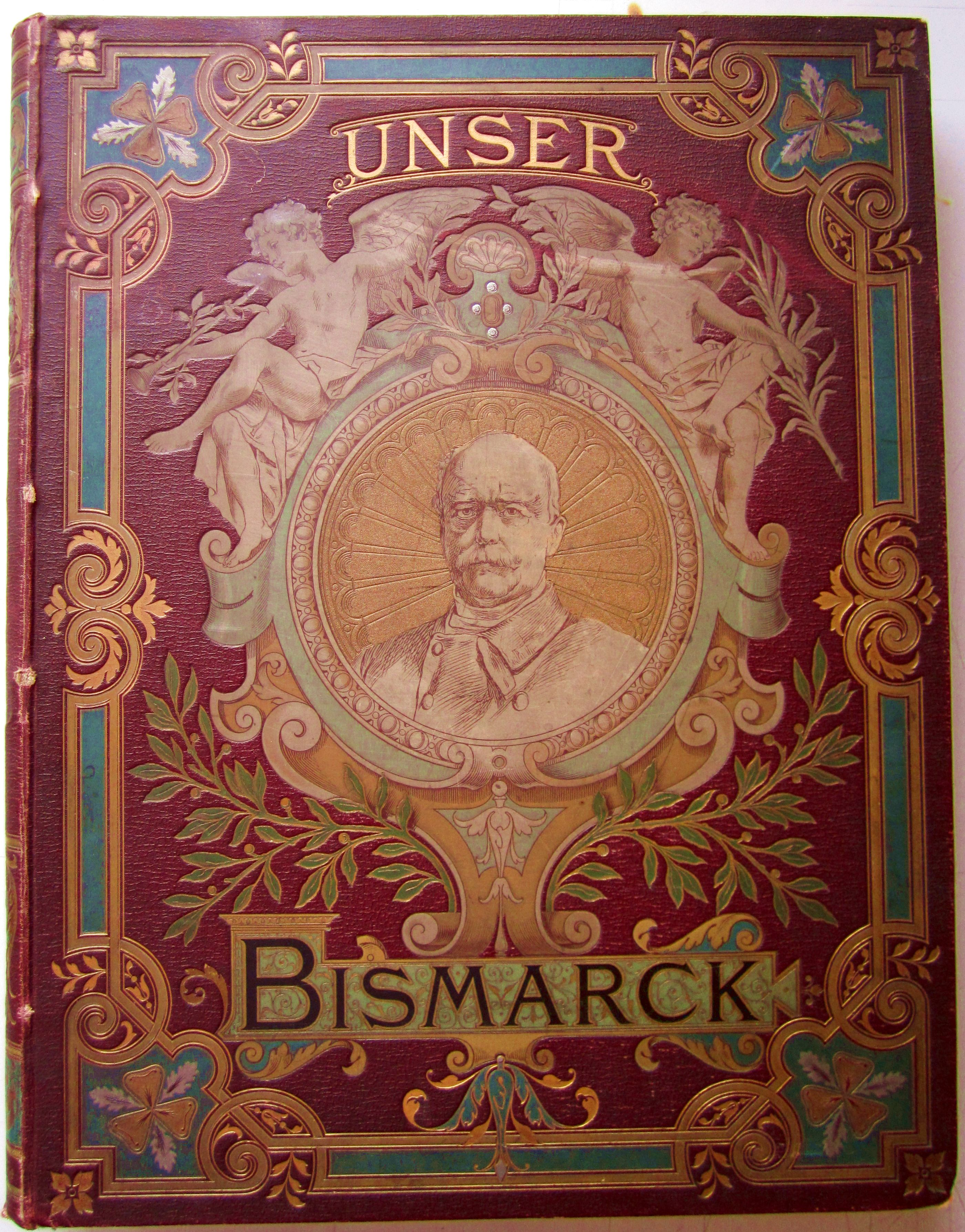
Werk Unser Bismarck, 1895

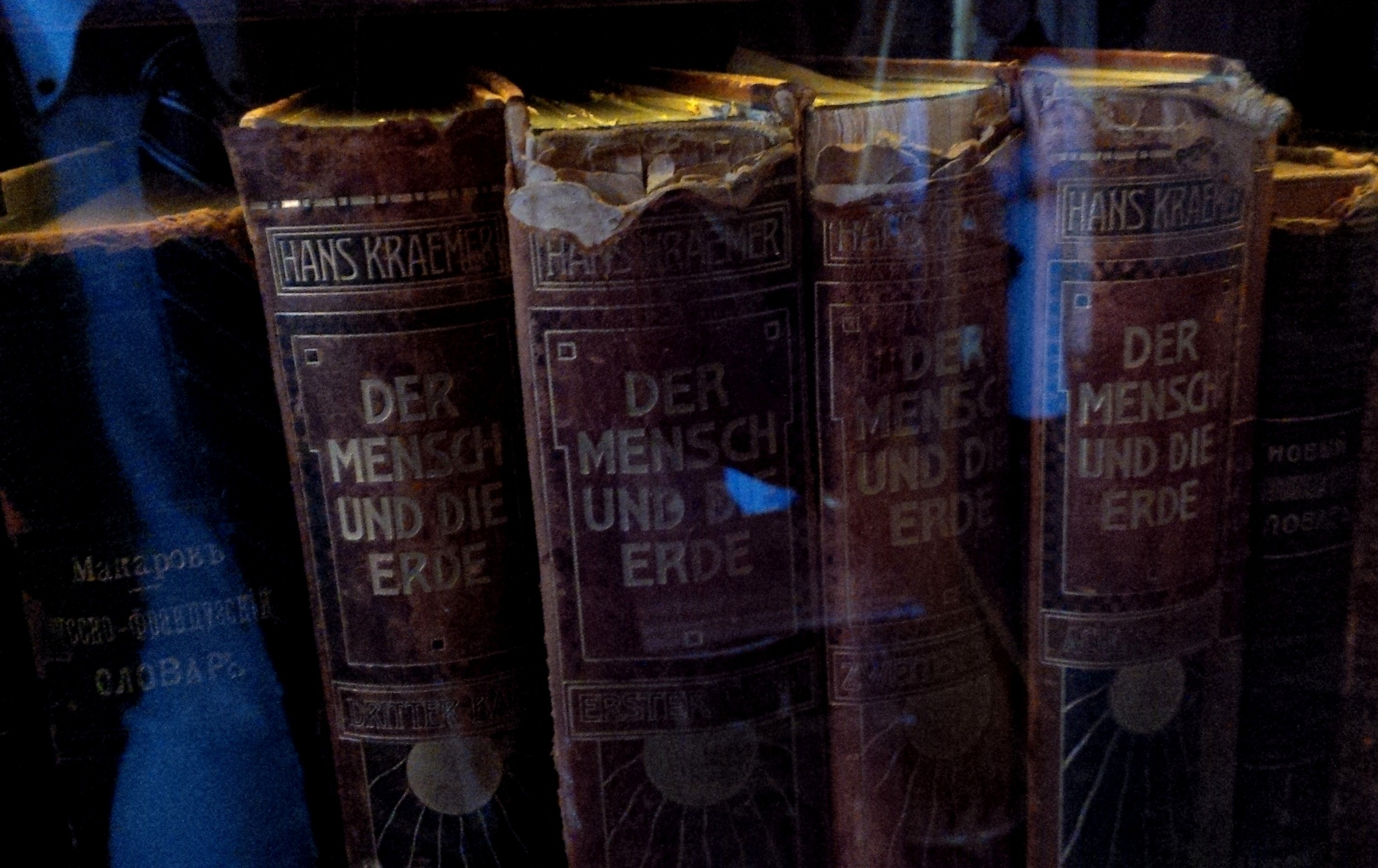
Werk Der Mensch und die Erde, 1906

Kraemer war als Autor bzw. Herausgeber an folgenden Werken beteiligt:
- Unser Bismarck. 1895
- Das neunzehnte Jahrhundert in Wort und Bild. 4 Bände. 1898–1902
- Die Ingenieurkunst auf der Pariser Weltausstellung 1900
- Weltall und Menschheit. Geschichte der Erforschung der Natur und der Verwertung der Naturkräfte im Dienste der Völker., 5 Bände, 1902, Digitalisat Bd. 1
- Der Mensch und die Erde, 10 Bände 1906
- Aus der Erde Schoß: die Entstehung, Gewinnung und Verwertung der Mineralien, 1918
- Der Erde Frucht: Die Entstehung, Gewinnung und Verwertung der Pflanzen, 1918
- Die Tiere als Freunde und Feinde des Menschen, 1918
- Die Urkraft der Erde: Die Entstehung u. Verwertung d. Feuers im Dienste der Menschheit, 1918
- Quellen und Wellen im Dienste des Kultus: Das Wasser und seine Kräfte im Dienste der Menschheit, 1918
- Die Entstehung des Weltalls, 1918
- Reden des Fürsten Bismarck aus den Jahren 1847–1895. ca. 1920
- Neue Ausstellungspolitik. Vorträge gelegentlich der 1. Mitglieder-Versammlung des Deutschen Ausstellungs- und Messe-Amtes am 15. Juni 1928 in Köln
- Europäische Handelspolitik unter Zugrundelegung des auf der Sitzung des Hauptausschusses des Reichsverbandes des Deutschen Industrie am 19. September 1930 gehaltenen Vortrages. 1930